# Gau-Weinheim
Gau-Weinheim là một đô thị thuộc huyện Alzey-Worms, bang Rheinland-Pfalz, nước Đức. Đô thị Gau-Weinheim có diện tích 3,91 km².